# Tour de l'île de Chongming 2019
La 13e édition du Tour de l'île de Chongming a lieu du 9 mai 2019 au 11 mai 2019. C'est la dixième épreuve de l'UCI World Tour féminin 2019. 
La sprinteuse Lorena Wiebes fait un carton plein. Elle gagne au sprint les trois étapes et logiquement le classement général. Elle est également meilleure jeune et vainqueur du classement par points. Jutatip Maneephan et Lotte Kopecky complètent le podium. Jutatip Maneephan gagne également le classement de la meilleure asiatique. Nina Kessler est la meilleure grimpeuse.

## Équipes
| Équipes féminines professionnelles (16)- BTC City Ljubljana - China Liv - Cogeas-Mettler - Doltcini-Van Eyck Sport - Hitec Products - Lotto Soudal Ladies - Lviv Cycling Team - Massi Tactic - Minsk Cycling Club - Mitchelton-Scott - Parkhotel Valkenburg-Destil - Servetto-Piumate-Beltrami TSA - Team Illuminate - Thailand Women's Cycling Team - Tibco-Silicon Valley Bank - WNT-Rotor Pro Cycling Équipes nationales (2)- Chine - Hong Kong |
| |

## Étapes
| Étape     | Date   | Villes étapes                 | type            | Distance (km) | Vainqueur d'étape | Leader du classement général |
| --------- | ------ | ----------------------------- | --------------- | ------------- | ----------------- | ---------------------------- |
| 1re étape | 9 mai  | Chongming – Chongming         | étape de plaine | 102,7         | Lorena Wiebes     | Lorena Wiebes                |
| 2e étape  | 10 mai | Xian de Changxing – Chongming | étape de plaine | 126,6         | Lorena Wiebes     | Lorena Wiebes                |
| 3e étape  | 11 mai | Chongming – Chongming         | étape de plaine | 118,4         | Lorena Wiebes     | Lorena Wiebes                |

## Déroulement de la course

### 1reétape
L'étape est principalement rythmée par les sprints intermédiaires. Le premier est remporté par Lorena Wiebes. Au trente-cinquième kilomètres, une chute importante advient dans le peloton. Malgré de nombreuses attaques, l'étape se conclut au sprint avec la victoire de Wiebes.
| \| Classement de l'étape \| Classement de l'étape \| Classement de l'étape \| Classement de l'étape \| Classement de l'étape \| \| Coureuse \| Coureuse \| Pays \| Équipe \| Temps \| \| --------------------- \| --------------------- \| --------------------- \| ------------------------- \| --------------------- \| \| 1re \| Lorena Wiebes \| Pays-Bas \| Parkhotel Valkenburg \| 2 h 29 min 29 s \| \| 2e \| Lotte Kopecky \| Belgique \| Lotto Soudal Ladies \| + 0 s \| \| 3e \| Nina Kessler \| Pays-Bas \| Tibco-Silicon Valley Bank \| + 0 s \| \| 4e \| Lucy van der Haar \| Royaume-Uni \| Hitec Products-Birk Sport \| + 0 s \| \| 5e \| Marta Tagliaferro \| Italie \| Hitec Products-Birk Sport \| + 0 s \| \| 6e \| Sarah Roy \| Australie \| Mitchelton-Scott \| + 0 s \| \| 7e \| Tatsiana Sharakova \| Biélorussie \| Minsk Cycling Club \| + 0 s \| \| 8e \| Saartje Vandenbroucke \| Belgique \| Doltcini-Van Eyck Sport \| + 0 s \| \| 9e \| Demi de Jong \| Pays-Bas \| Lotto Soudal Ladies \| + 0 s \| \| 10e \| Valeriya Kononenko \| Ukraine \| Lviv Cycling Team \| + 0 s \| |                       |             |                           |                 |
| |                       |             |                           |                 |
| Source : ProCyclingStats |                       |             |                           |                 |
| Classement de l'étape |                       |             |                           |                 |
| Coureuse | Coureuse              | Pays        | Équipe                    | Temps           |
| 1re | Lorena Wiebes         | Pays-Bas    | Parkhotel Valkenburg      | 2 h 29 min 29 s |
| 2e | Lotte Kopecky         | Belgique    | Lotto Soudal Ladies       | + 0 s           |
| 3e | Nina Kessler          | Pays-Bas    | Tibco-Silicon Valley Bank | + 0 s           |
| 4e | Lucy van der Haar     | Royaume-Uni | Hitec Products-Birk Sport | + 0 s           |
| 5e | Marta Tagliaferro     | Italie      | Hitec Products-Birk Sport | + 0 s           |
| 6e | Sarah Roy             | Australie   | Mitchelton-Scott          | + 0 s           |
| 7e | Tatsiana Sharakova    | Biélorussie | Minsk Cycling Club        | + 0 s           |
| 8e | Saartje Vandenbroucke | Belgique    | Doltcini-Van Eyck Sport   | + 0 s           |
| 9e | Demi de Jong          | Pays-Bas    | Lotto Soudal Ladies       | + 0 s           |
| 10e | Valeriya Kononenko    | Ukraine     | Lviv Cycling Team         | + 0 s           |

| \| Classement général \| Classement général \| Classement général \| Classement général \| Classement général \| \| Coureuse \| Coureuse \| Pays \| Équipe \| Temps \| \| ------------------ \| --------------------- \| ------------------ \| ----------------------------- \| ------------------ \| \| 1re \| Lorena Wiebes \| Pays-Bas \| Parkhotel Valkenburg \| 2 h 29 min 14 s \| \| 2e \| Lotte Kopecky \| Belgique \| Lotto Soudal Ladies \| + 7 s \| \| 3e \| Nina Kessler \| Pays-Bas \| Tibco-Silicon Valley Bank \| + 11 s \| \| 4e \| Jutatip Maneephan \| Thaïlande \| Thailand Women's cycling team \| + 11 s \| \| 5e \| Marta Tagliaferro \| Italie \| Hitec Products-Birk Sport \| + 14 s \| \| 6e \| Lucy van der Haar \| Royaume-Uni \| Hitec Products-Birk Sport \| + 15 s \| \| 7e \| Sarah Roy \| Australie \| Mitchelton-Scott \| + 15 s \| \| 8e \| Tatsiana Sharakova \| Biélorussie \| Minsk Cycling Club \| + 15 s \| \| 9e \| Saartje Vandenbroucke \| Belgique \| Doltcini-Van Eyck Sport \| + 15 s \| \| 10e \| Demi de Jong \| Pays-Bas \| Lotto Soudal Ladies \| + 15 s \| |                       |             |                               |                 |
| |                       |             |                               |                 |
| Source : ProCyclingStats |                       |             |                               |                 |
| Classement général |                       |             |                               |                 |
| Coureuse | Coureuse              | Pays        | Équipe                        | Temps           |
| 1re | Lorena Wiebes         | Pays-Bas    | Parkhotel Valkenburg          | 2 h 29 min 14 s |
| 2e | Lotte Kopecky         | Belgique    | Lotto Soudal Ladies           | + 7 s           |
| 3e | Nina Kessler          | Pays-Bas    | Tibco-Silicon Valley Bank     | + 11 s          |
| 4e | Jutatip Maneephan     | Thaïlande   | Thailand Women's cycling team | + 11 s          |
| 5e | Marta Tagliaferro     | Italie      | Hitec Products-Birk Sport     | + 14 s          |
| 6e | Lucy van der Haar     | Royaume-Uni | Hitec Products-Birk Sport     | + 15 s          |
| 7e | Sarah Roy             | Australie   | Mitchelton-Scott              | + 15 s          |
| 8e | Tatsiana Sharakova    | Biélorussie | Minsk Cycling Club            | + 15 s          |
| 9e | Saartje Vandenbroucke | Belgique    | Doltcini-Van Eyck Sport       | + 15 s          |
| 10e | Demi de Jong          | Pays-Bas    | Lotto Soudal Ladies           | + 15 s          |

### 2eétape
Tatsiana Sharakova s'échappe. Elle compte jusqu'à trente secondes d'avance. Elle est reprise après le premier sprint intermédiaire. Wiebes remporte le deuxième sprint intermédiaire. À quarante-et-un kilomètres de l'arrivée, Olga Zabelinskaya et Valeriya Kononenko sortent du peloton. Elles semblent bien partie pour réaliser un trou quand la première est victime d'une crevaison. La seconde est reprise à dix-huit kilomètres de l'arrivée. Au sprint, Marta Tagliaferro ouvre à cinq cents mètres de la ligne. Lorena Wiebes la remonte et s'impose.
| \| Classement de l'étape \| Classement de l'étape \| Classement de l'étape \| Classement de l'étape \| Classement de l'étape \| \| Coureuse \| Coureuse \| Pays \| Équipe \| Temps \| \| --------------------- \| ------------------------- \| --------------------- \| ----------------------------- \| --------------------- \| \| 1re \| Lorena Wiebes \| Pays-Bas \| Parkhotel Valkenburg \| 3 h 05 min 25 s \| \| 2e \| Jutatip Maneephan \| Thaïlande \| Thailand Women's cycling team \| + 0 s \| \| 3e \| Lucy van der Haar \| Royaume-Uni \| Hitec Products-Birk Sport \| + 0 s \| \| 4e \| Nina Kessler \| Pays-Bas \| Tibco-Silicon Valley Bank \| + 0 s \| \| 5e \| Pascale Jeuland-Tranchant \| France \| Doltcini-Van Eyck Sport \| + 0 s \| \| 6e \| Marta Tagliaferro \| Italie \| Hitec Products-Birk Sport \| + 0 s \| \| 7e \| Lotte Kopecky \| Belgique \| Lotto Soudal Ladies \| + 0 s \| \| 8e \| Mia Radotić \| Croatie \| BTC City Ljubljana \| + 0 s \| \| 9e \| Zhao Xisha \| Chine \| China Liv Pro Cycling \| + 0 s \| \| 10e \| Kelly Markus \| Pays-Bas \| \| + 0 s \| |                           |             |                               |                 |
| |                           |             |                               |                 |
| Source : ProCyclingStats |                           |             |                               |                 |
| Classement de l'étape |                           |             |                               |                 |
| Coureuse | Coureuse                  | Pays        | Équipe                        | Temps           |
| 1re | Lorena Wiebes             | Pays-Bas    | Parkhotel Valkenburg          | 3 h 05 min 25 s |
| 2e | Jutatip Maneephan         | Thaïlande   | Thailand Women's cycling team | + 0 s           |
| 3e | Lucy van der Haar         | Royaume-Uni | Hitec Products-Birk Sport     | + 0 s           |
| 4e | Nina Kessler              | Pays-Bas    | Tibco-Silicon Valley Bank     | + 0 s           |
| 5e | Pascale Jeuland-Tranchant | France      | Doltcini-Van Eyck Sport       | + 0 s           |
| 6e | Marta Tagliaferro         | Italie      | Hitec Products-Birk Sport     | + 0 s           |
| 7e | Lotte Kopecky             | Belgique    | Lotto Soudal Ladies           | + 0 s           |
| 8e | Mia Radotić               | Croatie     | BTC City Ljubljana            | + 0 s           |
| 9e | Zhao Xisha                | Chine       | China Liv Pro Cycling         | + 0 s           |
| 10e | Kelly Markus              | Pays-Bas    |                               | + 0 s           |

| \| Classement général \| Classement général \| Classement général \| Classement général \| Classement général \| \| Coureuse \| Coureuse \| Pays \| Équipe \| Temps \| \| ------------------ \| ------------------------- \| ------------------ \| ----------------------------- \| ------------------ \| \| 1re \| Lorena Wiebes \| Pays-Bas \| Parkhotel Valkenburg \| 5 h 34 min 25 s \| \| 2e \| Jutatip Maneephan \| Thaïlande \| Thailand Women's cycling team \| + 17 s \| \| 3e \| Lotte Kopecky \| Belgique \| Lotto Soudal Ladies \| + 20 s \| \| 4e \| Lucy van der Haar \| Royaume-Uni \| Hitec Products-Birk Sport \| + 25 s \| \| 5e \| Nina Kessler \| Pays-Bas \| Tibco-Silicon Valley Bank \| + 25 s \| \| 6e \| Tatsiana Sharakova \| Biélorussie \| Minsk Cycling Club \| + 26 s \| \| 7e \| Sarah Roy \| Australie \| Mitchelton-Scott \| + 27 s \| \| 8e \| Marta Tagliaferro \| Italie \| Hitec Products-Birk Sport \| + 28 s \| \| 9e \| Pascale Jeuland-Tranchant \| France \| Doltcini-Van Eyck Sport \| + 29 s \| \| 10e \| Monique van de Ree \| Pays-Bas \| BTC City Ljubljana \| + 29 s \| |                           |             |                               |                 |
| |                           |             |                               |                 |
| Source : ProCyclingStats |                           |             |                               |                 |
| Classement général |                           |             |                               |                 |
| Coureuse | Coureuse                  | Pays        | Équipe                        | Temps           |
| 1re | Lorena Wiebes             | Pays-Bas    | Parkhotel Valkenburg          | 5 h 34 min 25 s |
| 2e | Jutatip Maneephan         | Thaïlande   | Thailand Women's cycling team | + 17 s          |
| 3e | Lotte Kopecky             | Belgique    | Lotto Soudal Ladies           | + 20 s          |
| 4e | Lucy van der Haar         | Royaume-Uni | Hitec Products-Birk Sport     | + 25 s          |
| 5e | Nina Kessler              | Pays-Bas    | Tibco-Silicon Valley Bank     | + 25 s          |
| 6e | Tatsiana Sharakova        | Biélorussie | Minsk Cycling Club            | + 26 s          |
| 7e | Sarah Roy                 | Australie   | Mitchelton-Scott              | + 27 s          |
| 8e | Marta Tagliaferro         | Italie      | Hitec Products-Birk Sport     | + 28 s          |
| 9e | Pascale Jeuland-Tranchant | France      | Doltcini-Van Eyck Sport       | + 29 s          |
| 10e | Monique van de Ree        | Pays-Bas    | BTC City Ljubljana            | + 29 s          |

### 3eétape
Une échappée avec Gulnaz Badykova,  Kseniya Dobrynina et Li Jiaqi sort à mi-étape. Elles sont rejointes par Olga Zabelinskaya. Le peloton reprend alors la fuite. Maaike Boogaard et Valeriya Kononenko sortent plus loin. À trente kilomètres de l'arrivée, un groupe de huit coureuses dont Lotte Kopecky sort derrière. La collaboration n'est pas bonne et le peloton reprend ce mouvement dangereux. Liu Zixin  attaque ensuite sans succès. Sarah Roy remporte ensuite le sprint intermédiaire, mais est plus tard disqualifiée pour sprint irrégulier. Au sprint, malgré un train Michelton-Scott, Sarah Roy ne parvient pas tirer les marrons du feu. Lorena Wiebes gagne la troisième étape et logiquement le classement général.
| \| Classement de l'étape \| Classement de l'étape \| Classement de l'étape \| Classement de l'étape \| Classement de l'étape \| \| Coureuse \| Coureuse \| Pays \| Équipe \| Temps \| \| --------------------- \| --------------------- \| --------------------- \| ----------------------------- \| --------------------- \| \| 1re \| Lorena Wiebes \| Pays-Bas \| Parkhotel Valkenburg \| 2 h 52 min 01 s \| \| 2e \| Jutatip Maneephan \| Thaïlande \| Thailand Women's cycling team \| + 0 s \| \| 3e \| Lotte Kopecky \| Belgique \| Lotto Soudal Ladies \| + 0 s \| \| 4e \| Zhao Xisha \| Chine \| China Liv Pro Cycling \| + 0 s \| \| 5e \| Lucy van der Haar \| Royaume-Uni \| Hitec Products-Birk Sport \| + 0 s \| \| 6e \| Sarah Roy \| Australie \| Mitchelton-Scott \| + 0 s \| \| 7e \| Bryony van Velzen \| Pays-Bas \| Doltcini-Van Eyck Sport \| + 0 s \| \| 8e \| Lonneke Uneken \| Pays-Bas \| Hitec Products-Birk Sport \| + 0 s \| \| 9e \| Nina Kessler \| Pays-Bas \| Tibco-Silicon Valley Bank \| + 0 s \| \| 10e \| Lara Vieceli \| Italie \| WNT-Rotor Pro Cycling \| + 0 s \| |                   |             |                               |                 |
| |                   |             |                               |                 |
| Source : ProCyclingStats |                   |             |                               |                 |
| Classement de l'étape |                   |             |                               |                 |
| Coureuse | Coureuse          | Pays        | Équipe                        | Temps           |
| 1re | Lorena Wiebes     | Pays-Bas    | Parkhotel Valkenburg          | 2 h 52 min 01 s |
| 2e | Jutatip Maneephan | Thaïlande   | Thailand Women's cycling team | + 0 s           |
| 3e | Lotte Kopecky     | Belgique    | Lotto Soudal Ladies           | + 0 s           |
| 4e | Zhao Xisha        | Chine       | China Liv Pro Cycling         | + 0 s           |
| 5e | Lucy van der Haar | Royaume-Uni | Hitec Products-Birk Sport     | + 0 s           |
| 6e | Sarah Roy         | Australie   | Mitchelton-Scott              | + 0 s           |
| 7e | Bryony van Velzen | Pays-Bas    | Doltcini-Van Eyck Sport       | + 0 s           |
| 8e | Lonneke Uneken    | Pays-Bas    | Hitec Products-Birk Sport     | + 0 s           |
| 9e | Nina Kessler      | Pays-Bas    | Tibco-Silicon Valley Bank     | + 0 s           |
| 10e | Lara Vieceli      | Italie      | WNT-Rotor Pro Cycling         | + 0 s           |

## Classements finals

### Classement général final
| \| Classement général \| Classement général \| Classement général \| Classement général \| Classement général \| \| Coureuse \| Coureuse \| Pays \| Équipe \| Temps \| \| ------------------ \| ------------------------- \| ------------------ \| ----------------------------- \| ------------------ \| \| 1re \| Lorena Wiebes \| Pays-Bas \| Parkhotel Valkenburg \| 8 h 26 min 14 s \| \| 2e \| Jutatip Maneephan \| Thaïlande \| Thailand Women's cycling team \| + 22 s \| \| 3e \| Lotte Kopecky \| Belgique \| Lotto Soudal Ladies \| + 27 s \| \| 4e \| Nina Kessler \| Pays-Bas \| Tibco-Silicon Valley Bank \| + 35 s \| \| 5e \| Lucy van der Haar \| Royaume-Uni \| Hitec Products-Birk Sport \| + 37 s \| \| 6e \| Marta Tagliaferro \| Italie \| Hitec Products-Birk Sport \| + 37 s \| \| 7e \| Tatsiana Sharakova \| Biélorussie \| Minsk Cycling Club \| + 38 s \| \| 8e \| Maaike Boogaard \| Pays-Bas \| BTC City Ljubljana \| + 38 s \| \| 9e \| Valeriya Kononenko \| Ukraine \| Lviv Cycling Team \| + 39 s \| \| 10e \| Pascale Jeuland-Tranchant \| France \| Doltcini-Van Eyck Sport \| + 41 s \| |                           |             |                               |                 |
| |                           |             |                               |                 |
| Source : ProCyclingStats |                           |             |                               |                 |
| Classement général |                           |             |                               |                 |
| Coureuse | Coureuse                  | Pays        | Équipe                        | Temps           |
| 1re | Lorena Wiebes             | Pays-Bas    | Parkhotel Valkenburg          | 8 h 26 min 14 s |
| 2e | Jutatip Maneephan         | Thaïlande   | Thailand Women's cycling team | + 22 s          |
| 3e | Lotte Kopecky             | Belgique    | Lotto Soudal Ladies           | + 27 s          |
| 4e | Nina Kessler              | Pays-Bas    | Tibco-Silicon Valley Bank     | + 35 s          |
| 5e | Lucy van der Haar         | Royaume-Uni | Hitec Products-Birk Sport     | + 37 s          |
| 6e | Marta Tagliaferro         | Italie      | Hitec Products-Birk Sport     | + 37 s          |
| 7e | Tatsiana Sharakova        | Biélorussie | Minsk Cycling Club            | + 38 s          |
| 8e | Maaike Boogaard           | Pays-Bas    | BTC City Ljubljana            | + 38 s          |
| 9e | Valeriya Kononenko        | Ukraine     | Lviv Cycling Team             | + 39 s          |
| 10e | Pascale Jeuland-Tranchant | France      | Doltcini-Van Eyck Sport       | + 41 s          |

### UCI World Tour

#### Points attribués
| Position                  | 1er | 2e  | 3e  | 4e  | 5e | 6e | 7e | 8e | 9e | 10e | 11e | 12e | 13e | 14e | 15e | 16e à 30e | 31e à 40e |  |  |  |
| Classement général        | 200 | 150 | 125 | 100 | 85 | 70 | 60 | 50 | 40 | 35  | 30  | 25  | 20  | 15  | 10  | 5         | 3         |  |  |  |
| Étapes et demi-étapes     | 25  | 20  | 18  | 16  | 14 | 12 | 10 | 8  | 6  | 4   |     |     |     |     |     |           |           |  |  |  |
| Port du maillot de leader | 5   |     |     |     |    |    |    |    |    |     |     |     |     |     |     |           |           |  |  |  |

### Classements annexes
| Classement par points | Classement par points     | Classement par points | Classement par points         | Classement par points |
| Coureuse              | Coureuse                  | Pays                  | Équipe                        | Points                |
| --------------------- | ------------------------- | --------------------- | ----------------------------- | --------------------- |
| 1re                   | Lorena Wiebes             | Pays-Bas              | Parkhotel Valkenburg          | 59 pts                |
| 2e                    | Jutatip Maneephan         | Thaïlande             | Thailand Women's cycling team | 34 pts                |
| 3e                    | Lotte Kopecky             | Belgique              | Lotto Soudal Ladies           | 31 pts                |
| 4e                    | Lucy van der Haar         | Royaume-Uni           | Hitec Products-Birk Sport     | 24 pts                |
| 5e                    | Nina Kessler              | Pays-Bas              | Tibco-Silicon Valley Bank     | 23 pts                |
| 6e                    | Marta Tagliaferro         | Italie                | Hitec Products-Birk Sport     | 17 pts                |
| 7e                    | Sarah Roy                 | Australie             | Mitchelton-Scott              | 14 pts                |
| 8e                    | Zhao Xisha                | Chine                 | China Liv Pro Cycling         | 10 pts                |
| 9e                    | Tatsiana Sharakova        | Biélorussie           | Minsk Cycling Club            | 9 pts                 |
| 10e                   | Pascale Jeuland-Tranchant | France                | Doltcini-Van Eyck Sport       | 6 pts                 |

| Classement par points | Classement par points     | Classement par points | Classement par points         | Classement par points |
| Coureuse              | Coureuse                  | Pays                  | Équipe                        | Points                |
| --------------------- | ------------------------- | --------------------- | ----------------------------- | --------------------- |
| 1re                   | Lorena Wiebes             | Pays-Bas              | Parkhotel Valkenburg          | 59 pts                |
| 2e                    | Jutatip Maneephan         | Thaïlande             | Thailand Women's cycling team | 34 pts                |
| 3e                    | Lotte Kopecky             | Belgique              | Lotto Soudal Ladies           | 31 pts                |
| 4e                    | Lucy van der Haar         | Royaume-Uni           | Hitec Products-Birk Sport     | 24 pts                |
| 5e                    | Nina Kessler              | Pays-Bas              | Tibco-Silicon Valley Bank     | 23 pts                |
| 6e                    | Marta Tagliaferro         | Italie                | Hitec Products-Birk Sport     | 17 pts                |
| 7e                    | Sarah Roy                 | Australie             | Mitchelton-Scott              | 14 pts                |
| 8e                    | Zhao Xisha                | Chine                 | China Liv Pro Cycling         | 10 pts                |
| 9e                    | Tatsiana Sharakova        | Biélorussie           | Minsk Cycling Club            | 9 pts                 |
| 10e                   | Pascale Jeuland-Tranchant | France                | Doltcini-Van Eyck Sport       | 6 pts                 |

| Classement de la montagne | Classement de la montagne | Classement de la montagne | Classement de la montagne | Classement de la montagne |
| Coureuse                  | Coureuse                  | Pays                      | Équipe                    | Points                    |
| ------------------------- | ------------------------- | ------------------------- | ------------------------- | ------------------------- |
| 1re                       | Nina Kessler              | Pays-Bas                  | Tibco-Silicon Valley Bank | 2 pts                     |
| 2e                        | Hanna Tserakh             | Biélorussie               | Minsk Cycling Club        | 1 pt                      |

| Classement de la montagne | Classement de la montagne | Classement de la montagne | Classement de la montagne | Classement de la montagne |
| Coureuse                  | Coureuse                  | Pays                      | Équipe                    | Points                    |
| ------------------------- | ------------------------- | ------------------------- | ------------------------- | ------------------------- |
| 1re                       | Nina Kessler              | Pays-Bas                  | Tibco-Silicon Valley Bank | 2 pts                     |
| 2e                        | Hanna Tserakh             | Biélorussie               | Minsk Cycling Club        | 1 pt                      |

| Classement du meilleur jeune | Classement du meilleur jeune | Classement du meilleur jeune | Classement du meilleur jeune  | Classement du meilleur jeune |
| Coureuse                     | Coureuse                     | Pays                         | Équipe                        | Temps                        |
| ---------------------------- | ---------------------------- | ---------------------------- | ----------------------------- | ---------------------------- |
| 1re                          | Lorena Wiebes                | Pays-Bas                     | Parkhotel Valkenburg          | 8 h 26 min 14 s              |
| 2e                           | Maaike Boogaard              | Pays-Bas                     | BTC City Ljubljana            | + 38 s                       |
| 3e                           | Lonneke Uneken               | Pays-Bas                     | Hitec Products-Birk Sport     | + 41 s                       |
| 4e                           | Lea Lin Teutenberg           | Allemagne                    | WNT-Rotor Pro Cycling         | + 41 s                       |
| 5e                           | Victoire Berteau             | France                       | Doltcini-Van Eyck Sport       | + 41 s                       |
| 6e                           | Teresa Ripoll                | Espagne                      | Massi Tactic                  | + 41 s                       |
| 7e                           | Ingvild Gåskjenn             | Norvège                      | Hitec Products-Birk Sport     | + 41 s                       |
| 8e                           | Marketa Hajkova              | Tchéquie                     | Servetto-Piumate-Beltrami TSA | + 41 s                       |
| 9e                           | Pernille Larsen Feldmann     | Norvège                      | Hitec Products-Birk Sport     | + 41 s                       |
| 10e                          | Alina Abramenka              | Biélorussie                  | Minsk Cycling Club            | + 41 s                       |

| Classement du meilleur jeune | Classement du meilleur jeune | Classement du meilleur jeune | Classement du meilleur jeune  | Classement du meilleur jeune |
| Coureuse                     | Coureuse                     | Pays                         | Équipe                        | Temps                        |
| ---------------------------- | ---------------------------- | ---------------------------- | ----------------------------- | ---------------------------- |
| 1re                          | Lorena Wiebes                | Pays-Bas                     | Parkhotel Valkenburg          | 8 h 26 min 14 s              |
| 2e                           | Maaike Boogaard              | Pays-Bas                     | BTC City Ljubljana            | + 38 s                       |
| 3e                           | Lonneke Uneken               | Pays-Bas                     | Hitec Products-Birk Sport     | + 41 s                       |
| 4e                           | Lea Lin Teutenberg           | Allemagne                    | WNT-Rotor Pro Cycling         | + 41 s                       |
| 5e                           | Victoire Berteau             | France                       | Doltcini-Van Eyck Sport       | + 41 s                       |
| 6e                           | Teresa Ripoll                | Espagne                      | Massi Tactic                  | + 41 s                       |
| 7e                           | Ingvild Gåskjenn             | Norvège                      | Hitec Products-Birk Sport     | + 41 s                       |
| 8e                           | Marketa Hajkova              | Tchéquie                     | Servetto-Piumate-Beltrami TSA | + 41 s                       |
| 9e                           | Pernille Larsen Feldmann     | Norvège                      | Hitec Products-Birk Sport     | + 41 s                       |
| 10e                          | Alina Abramenka              | Biélorussie                  | Minsk Cycling Club            | + 41 s                       |

## Évolution des classements
| Étape              |                    | Vainqueur _   | Classement général | Classement par points | Meilleure grimpeuse _ | Meilleure jeune | Nationalité _     |
| ------------------ | ------------------ | ------------- | ------------------ | --------------------- | --------------------- | --------------- | ----------------- |
| 1re étape          | étape de plaine    | Lorena Wiebes | Lorena Wiebes      | Lorena Wiebes         | Nina Kessler          | Lorena Wiebes   | Jutatip Maneephan |
| 2e étape           | étape de plaine    | Lorena Wiebes | Lorena Wiebes      | Lorena Wiebes         | Nina Kessler          | Lorena Wiebes   | Jutatip Maneephan |
| 3e étape           | étape de plaine    | Lorena Wiebes | Lorena Wiebes      | Lorena Wiebes         | Nina Kessler          | Lorena Wiebes   | Jutatip Maneephan |
| Classements finals | Classements finals |               | Lorena Wiebes      | Lorena Wiebes         | Nina Kessler          | Lorena Wiebes   | Jutatip Maneephan |

## Liste des participantes
| Légende                             | Légende                                                                                              | Légende                                | Légende |
| ----------------------------------- | --- | -------------------------------------- | --- |
| Num                                 | Dossard de départ porté par la coureuse sur ce Tour de l'île de Chongming                            | Pos                                    | Position finale au classement général                                                                         |
| Leader du classement général        | Indique la vainqueur du classement général                                                           | Leader du classement par points        | Indique la vainqueur du classement par points                                                                 |
| Leader du classement de la montagne | Indique la vainqueur du classement de la montagne                                                    | Leader du classement du meilleur jeune | Indique la vainqueur du classement de la meilleure jeune                                                      |
|                                     | Indique la vainqueur du classement de la meilleure Asie                                              |                                        | Indique un maillot de champion national ou mondial, suivi de sa spécialité                                    |
| #                                   | Indique la meilleure équipe                                                                          | NP                                     | Indique une coureuse qui n'a pas pris le départ d'une étape, suivi du numéro de l'étape où elle s'est retirée |
| AB                                  | Indique une coureuse qui n'a pas terminé une étape, suivi du numéro de l'étape où elle s'est retirée | HD                                     | Indique un coureuse qui a terminé une étape hors des délais, suivi du numéro de l'étape                       |
| DSQ                                 | Indique un coureur qui a été disqualifié de la course, suivi du numéro de l'étape                    | *                                      | Indique un coureuse en lice pour le classement de la meilleure jeune (coureuses nées après le )               |

| Mitchelton-Scott MTS | Mitchelton-Scott MTS  | Mitchelton-Scott MTS |
| -------------------- | --------------------- | -------------------- |
| Num                  | Coureuse              | Pos                  |
| 1                    | Sarah Roy (AUS)       | 72e                  |
| 3                    | Jessica Allen (AUS)   | 71e                  |
| 4                    | Grace Brown (AUS)     | AB-1                 |
| 5                    | Moniek Tenniglo (NED) | 50e                  |
| 6                    | Alexandra Manly (AUS) | 78e                  |

| WNT-Rotor Pro Cycling WNT | WNT-Rotor Pro Cycling WNT     | WNT-Rotor Pro Cycling WNT |
| ------------------------- | ----------------------------- | ------------------------- |
| Num                       | Coureuse                      | Pos                       |
| 11                        | Lea Lin Teutenberg (GER)      | 19e                       |
| 12                        | Sarah Rijkes (AUT)            | 23e                       |
| 13                        | Lara Vieceli (ITA)            | 14e                       |
| 14                        | Gabrielle Pilote Fortin (CAN) | 64e                       |
| 15                        | Anna Badegruber (AUT)         | 61e                       |

| Tibco-Silicon Valley Bank TIB | Tibco-Silicon Valley Bank TIB | Tibco-Silicon Valley Bank TIB |
| ----------------------------- | ----------------------------- | ----------------------------- |
| Num                           | Coureuse                      | Pos                           |
| 21                            | Nicolle Bruderer (GUA)        | 89e                           |
| 22                            | Nina Kessler (NED)            | 4e                            |
| 23                            | Sharlotte Lucas (NZL)         | 28e                           |
| 24                            | Shannon Malseed (AUS)         | 66e                           |
| 26                            | Rozanne Slik (NED)            | 29e                           |

| Cogeas-Mettler-Look Pro Cycling Team CGS | Cogeas-Mettler-Look Pro Cycling Team CGS | Cogeas-Mettler-Look Pro Cycling Team CGS |
| ---------------------------------------- | ---------------------------------------- | ---------------------------------------- |
| Num                                      | Coureuse                                 | Pos                                      |
| 31                                       | Ekaterina Knebeleva (UZB)                | 54e                                      |
| 32                                       | Renata Baymetova (UZB)                   | 65e                                      |
| 33                                       | Gulnaz Khatuntseva (RUS)                 | 88e                                      |
| 34                                       | Olga Zabelinskaïa (UZB)                  | 25e                                      |

| BTC City Ljubljana BTC | BTC City Ljubljana BTC   | BTC City Ljubljana BTC |
| ---------------------- | ------------------------ | ---------------------- |
| Num                    | Coureuse                 | Pos                    |
| 41                     | Mia Radotić (CRO)        | 16e                    |
| 42                     | Anastasia Chursina (RUS) | NP-2                   |
| 43                     | Urška Bravec (SLO)       | 55e                    |
| 44                     | Hayley Simmonds (GBR)    | 56e                    |
| 45                     | Monique van de Ree (NED) | 11e                    |
| 46                     | Maaike Boogaard (NED)    | 8e                     |

| Parkhotel Valkenburg PHV | Parkhotel Valkenburg PHV     | Parkhotel Valkenburg PHV |
| ------------------------ | ---------------------------- | ------------------------ |
| Num                      | Coureuse                     | Pos                      |
| 51                       | Lorena Wiebes (NED)          | 1re                      |
| 52                       | Esther van Veen (NED)        | 75e                      |
| 53                       | Femke Markus (NED)           | 80e                      |
| 54                       | Janine van der Meer (NED)    | 86e                      |
| 55                       | Meike Uiterwijk Winkel (NED) | 74e                      |

| Lotto Soudal Ladies LSL | Lotto Soudal Ladies LSL    | Lotto Soudal Ladies LSL |
| ----------------------- | -------------------------- | ----------------------- |
| Num                     | Coureuse                   | Pos                     |
| 61                      | Annelies Dom (BEL) (route) | 42e                     |
| 62                      | Lotte Kopecky (BEL)        | 3e                      |
| 63                      | Danique Braam (NED)        | 24e                     |
| 64                      | Demi de Jong (NED)         | 17e                     |
| 65                      | Chantal Hoffmann (LUX)     | 73e                     |
| 66                      | Nguyễn Thị Thật (VIE)      | 35e                     |

| Massi Tactic MAT | Massi Tactic MAT                | Massi Tactic MAT |
| ---------------- | ------------------------------- | ---------------- |
| Num              | Coureuse                        | Pos              |
| 71               | Teresa Ripoll (ESP)             | 26e              |
| 72               | Mireia Benito (ESP)             | NP-2             |
| 73               | Noemi Ferre (ESP)               | 87e              |
| 74               | Elisabet Escursell Valero (ESP) | 81e              |
| 75               | Nekane Gomez (ESP)              | 85e              |
| 76               | Belén López (ESP)               | 32e              |

| Doltcini-Van Eyck Sport DVE | Doltcini-Van Eyck Sport DVE     | Doltcini-Van Eyck Sport DVE |
| --------------------------- | ------------------------------- | --------------------------- |
| Num                         | Coureuse                        | Pos                         |
| 81                          | Bryony van Velzen (NED)         | 13e                         |
| 82                          | Victoire Berteau (FRA)          | 22e                         |
| 83                          | Pascale Jeuland-Tranchant (FRA) | 10e                         |
| 84                          | Daniela Reis (POR) (route)      | 69e                         |

| Sans équipe ___ | Sans équipe ___    | Sans équipe ___ |
| --------------- | ------------------ | --------------- |
| Num             | Coureuse           | Pos             |
| 85              | Kelly Markus (NED) | 18e             |

| Doltcini-Van Eyck Sport DVE | Doltcini-Van Eyck Sport DVE | Doltcini-Van Eyck Sport DVE |
| --------------------------- | --------------------------- | --------------------------- |
| Num                         | Coureuse                    | Pos                         |
| 86                          | Saartje Vandenbroucke (BEL) | NP-3                        |

| Minsk Cycling Club MCC | Minsk Cycling Club MCC     | Minsk Cycling Club MCC |
| ---------------------- | -------------------------- | ---------------------- |
| Num                    | Coureuse                   | Pos                    |
| 91                     | Nastassia Kiptsikava (BLR) | NP-2                   |
| 92                     | Taisa Naskovich (BLR)      | 36e                    |
| 93                     | Tatsiana Sharakova (BLR)   | 7e                     |
| 94                     | Hanna Tserakh (BLR)        | 41e                    |
| 95                     | Alina Abramenka (BLR)      | 38e                    |

| Hitec Products-Birk Sport HPU | Hitec Products-Birk Sport HPU  | Hitec Products-Birk Sport HPU |
| ----------------------------- | ------------------------------ | ----------------------------- |
| Num                           | Coureuse                       | Pos                           |
| 101                           | Lucy van der Haar (GBR)        | 5e                            |
| 102                           | Ingvild Gåskjenn (NOR)         | 30e                           |
| 103                           | Marta Tagliaferro (ITA)        | 6e                            |
| 104                           | Grace Garner (GBR)             | AB-1                          |
| 105                           | Lonneke Uneken (NED)           | 15e                           |
| 106                           | Pernille Larsen Feldmann (NOR) | 37e                           |

| Servetto-Piumate-Beltrami TSA SER | Servetto-Piumate-Beltrami TSA SER | Servetto-Piumate-Beltrami TSA SER |
| --------------------------------- | --------------------------------- | --------------------------------- |
| Num                               | Coureuse                          | Pos                               |
| 111                               | Kseniya Dobrynina (RUS)           | 31e                               |
| 112                               | Anna Potokina (RUS)               | 52e                               |
| 113                               | Mónika Király (HUN)               | 43e                               |
| 114                               | Francesca Balducci (ITA)          | 51e                               |
| 115                               | Alexandra Goncharova (RUS)        | 20e                               |
| 116                               | Marketa Hajkova (CZE)             | 34e                               |

| Thailand Women's cycling team TWC | Thailand Women's cycling team TWC | Thailand Women's cycling team TWC |
| --------------------------------- | --------------------------------- | --------------------------------- |
| Num                               | Coureuse                          | Pos                               |
| 121                               | Chanpeng Nontasin (THA)           | 70e                               |
| 122                               | Jutatip Maneephan (THA)           | 2e                                |
| 123                               | Supaksorn Nuntana (THA)           | 48e                               |
| 124                               | Chaniporn Batriya (THA)           | 62e                               |
| 125                               | Phetdarin Somrat (THA)            | HD-1                              |
| 126                               | Sarocha Kamonkhon (THA)           | 53e                               |

| China Liv Pro Cycling GPC | China Liv Pro Cycling GPC | China Liv Pro Cycling GPC |
| ------------------------- | ------------------------- | ------------------------- |
| Num                       | Coureuse                  | Pos                       |
| 131                       | Zhao Xisha (CHN)          | 12e                       |
| 132                       | Wu Peixiao (CHN)          | 68e                       |
| 133                       | Li Jiaqi (CHN)            | 40e                       |
| 134                       | Siying Lu (CHN)           | 82e                       |
| 135                       | Pu Yixian (CHN)           | 33e                       |
| 136                       | Liang Hongyu (CHN)        | 83e                       |

| Lviv Cycling Team LCW | Lviv Cycling Team LCW    | Lviv Cycling Team LCW |
| --------------------- | ------------------------ | --------------------- |
| Num                   | Coureuse                 | Pos                   |
| 141                   | Oksana Kliachina (UKR)   | 79e                   |
| 142                   | Valeriya Kononenko (UKR) | 9e                    |
| 143                   | Olena Sharga (UKR)       | 46e                   |
| 144                   | Anna Nahirna (UKR)       | 47e                   |
| 145                   | Julia Biryukova (UKR)    | 49e                   |
| 146                   | Hanna Solovey (UKR)      | 27e                   |

| Team Illuminate ILU | Team Illuminate ILU      | Team Illuminate ILU |
| ------------------- | ------------------------ | ------------------- |
| Num                 | Coureuse                 | Pos                 |
| 151                 | Kulacha Chairin (THA)    | 60e                 |
| 152                 | Tatiana Dueñas (COL)     | 77e                 |
| 153                 | Daphnee Karagianis (USA) | 76e                 |
| 154                 | Jessenia Meneses (COL)   | 59e                 |
| 155                 | Alexandra Millard (USA)  | AB-2                |

| Chine CHN | Chine CHN  | Chine CHN |
| --------- | ---------- | --------- |
| Num       | Coureuse   | Pos       |
| 161       | Sun Jiajun | 21e       |
| 162       | Zixin Liu  | 39e       |
| 163       | Xiuyan Lu  | 45e       |
| 164       | Lu Mei     | 57e       |
| 166       | Yuan Sun   | 63e       |

| Hong Kong HKG | Hong Kong HKG  | Hong Kong HKG |
| ------------- | -------------- | ------------- |
| Num           | Coureuse       | Pos           |
| 171           | Yang Qianyu    | 67e           |
| 172           | Pang Yao       | 58e           |
| 173           | Wing Yee Leung | 44e           |
| 174           | Yin Yu Ma      | 90e           |
| 175           | Hoi Wah Leung  | AB-2          |
| 176           | Sze Wing Ng    | 84e           |

| Mitchelton-Scott MTS | Mitchelton-Scott MTS  | Mitchelton-Scott MTS |
| -------------------- | --------------------- | -------------------- |
| Num                  | Coureuse              | Pos                  |
| 1                    | Sarah Roy (AUS)       | 72e                  |
| 3                    | Jessica Allen (AUS)   | 71e                  |
| 4                    | Grace Brown (AUS)     | AB-1                 |
| 5                    | Moniek Tenniglo (NED) | 50e                  |
| 6                    | Alexandra Manly (AUS) | 78e                  |

| WNT-Rotor Pro Cycling WNT | WNT-Rotor Pro Cycling WNT     | WNT-Rotor Pro Cycling WNT |
| ------------------------- | ----------------------------- | ------------------------- |
| Num                       | Coureuse                      | Pos                       |
| 11                        | Lea Lin Teutenberg (GER)      | 19e                       |
| 12                        | Sarah Rijkes (AUT)            | 23e                       |
| 13                        | Lara Vieceli (ITA)            | 14e                       |
| 14                        | Gabrielle Pilote Fortin (CAN) | 64e                       |
| 15                        | Anna Badegruber (AUT)         | 61e                       |

| Tibco-Silicon Valley Bank TIB | Tibco-Silicon Valley Bank TIB | Tibco-Silicon Valley Bank TIB |
| ----------------------------- | ----------------------------- | ----------------------------- |
| Num                           | Coureuse                      | Pos                           |
| 21                            | Nicolle Bruderer (GUA)        | 89e                           |
| 22                            | Nina Kessler (NED)            | 4e                            |
| 23                            | Sharlotte Lucas (NZL)         | 28e                           |
| 24                            | Shannon Malseed (AUS)         | 66e                           |
| 26                            | Rozanne Slik (NED)            | 29e                           |

| Cogeas-Mettler-Look Pro Cycling Team CGS | Cogeas-Mettler-Look Pro Cycling Team CGS | Cogeas-Mettler-Look Pro Cycling Team CGS |
| ---------------------------------------- | ---------------------------------------- | ---------------------------------------- |
| Num                                      | Coureuse                                 | Pos                                      |
| 31                                       | Ekaterina Knebeleva (UZB)                | 54e                                      |
| 32                                       | Renata Baymetova (UZB)                   | 65e                                      |
| 33                                       | Gulnaz Khatuntseva (RUS)                 | 88e                                      |
| 34                                       | Olga Zabelinskaïa (UZB)                  | 25e                                      |

| BTC City Ljubljana BTC | BTC City Ljubljana BTC   | BTC City Ljubljana BTC |
| ---------------------- | ------------------------ | ---------------------- |
| Num                    | Coureuse                 | Pos                    |
| 41                     | Mia Radotić (CRO)        | 16e                    |
| 42                     | Anastasia Chursina (RUS) | NP-2                   |
| 43                     | Urška Bravec (SLO)       | 55e                    |
| 44                     | Hayley Simmonds (GBR)    | 56e                    |
| 45                     | Monique van de Ree (NED) | 11e                    |
| 46                     | Maaike Boogaard (NED)    | 8e                     |

| Parkhotel Valkenburg PHV | Parkhotel Valkenburg PHV     | Parkhotel Valkenburg PHV |
| ------------------------ | ---------------------------- | ------------------------ |
| Num                      | Coureuse                     | Pos                      |
| 51                       | Lorena Wiebes (NED)          | 1re                      |
| 52                       | Esther van Veen (NED)        | 75e                      |
| 53                       | Femke Markus (NED)           | 80e                      |
| 54                       | Janine van der Meer (NED)    | 86e                      |
| 55                       | Meike Uiterwijk Winkel (NED) | 74e                      |

| Lotto Soudal Ladies LSL | Lotto Soudal Ladies LSL    | Lotto Soudal Ladies LSL |
| ----------------------- | -------------------------- | ----------------------- |
| Num                     | Coureuse                   | Pos                     |
| 61                      | Annelies Dom (BEL) (route) | 42e                     |
| 62                      | Lotte Kopecky (BEL)        | 3e                      |
| 63                      | Danique Braam (NED)        | 24e                     |
| 64                      | Demi de Jong (NED)         | 17e                     |
| 65                      | Chantal Hoffmann (LUX)     | 73e                     |
| 66                      | Nguyễn Thị Thật (VIE)      | 35e                     |

| Massi Tactic MAT | Massi Tactic MAT                | Massi Tactic MAT |
| ---------------- | ------------------------------- | ---------------- |
| Num              | Coureuse                        | Pos              |
| 71               | Teresa Ripoll (ESP)             | 26e              |
| 72               | Mireia Benito (ESP)             | NP-2             |
| 73               | Noemi Ferre (ESP)               | 87e              |
| 74               | Elisabet Escursell Valero (ESP) | 81e              |
| 75               | Nekane Gomez (ESP)              | 85e              |
| 76               | Belén López (ESP)               | 32e              |

| Doltcini-Van Eyck Sport DVE | Doltcini-Van Eyck Sport DVE     | Doltcini-Van Eyck Sport DVE |
| --------------------------- | ------------------------------- | --------------------------- |
| Num                         | Coureuse                        | Pos                         |
| 81                          | Bryony van Velzen (NED)         | 13e                         |
| 82                          | Victoire Berteau (FRA)          | 22e                         |
| 83                          | Pascale Jeuland-Tranchant (FRA) | 10e                         |
| 84                          | Daniela Reis (POR) (route)      | 69e                         |

| Sans équipe ___ | Sans équipe ___    | Sans équipe ___ |
| --------------- | ------------------ | --------------- |
| Num             | Coureuse           | Pos             |
| 85              | Kelly Markus (NED) | 18e             |

| Doltcini-Van Eyck Sport DVE | Doltcini-Van Eyck Sport DVE | Doltcini-Van Eyck Sport DVE |
| --------------------------- | --------------------------- | --------------------------- |
| Num                         | Coureuse                    | Pos                         |
| 86                          | Saartje Vandenbroucke (BEL) | NP-3                        |

| Minsk Cycling Club MCC | Minsk Cycling Club MCC     | Minsk Cycling Club MCC |
| ---------------------- | -------------------------- | ---------------------- |
| Num                    | Coureuse                   | Pos                    |
| 91                     | Nastassia Kiptsikava (BLR) | NP-2                   |
| 92                     | Taisa Naskovich (BLR)      | 36e                    |
| 93                     | Tatsiana Sharakova (BLR)   | 7e                     |
| 94                     | Hanna Tserakh (BLR)        | 41e                    |
| 95                     | Alina Abramenka (BLR)      | 38e                    |

| Hitec Products-Birk Sport HPU | Hitec Products-Birk Sport HPU  | Hitec Products-Birk Sport HPU |
| ----------------------------- | ------------------------------ | ----------------------------- |
| Num                           | Coureuse                       | Pos                           |
| 101                           | Lucy van der Haar (GBR)        | 5e                            |
| 102                           | Ingvild Gåskjenn (NOR)         | 30e                           |
| 103                           | Marta Tagliaferro (ITA)        | 6e                            |
| 104                           | Grace Garner (GBR)             | AB-1                          |
| 105                           | Lonneke Uneken (NED)           | 15e                           |
| 106                           | Pernille Larsen Feldmann (NOR) | 37e                           |

| Servetto-Piumate-Beltrami TSA SER | Servetto-Piumate-Beltrami TSA SER | Servetto-Piumate-Beltrami TSA SER |
| --------------------------------- | --------------------------------- | --------------------------------- |
| Num                               | Coureuse                          | Pos                               |
| 111                               | Kseniya Dobrynina (RUS)           | 31e                               |
| 112                               | Anna Potokina (RUS)               | 52e                               |
| 113                               | Mónika Király (HUN)               | 43e                               |
| 114                               | Francesca Balducci (ITA)          | 51e                               |
| 115                               | Alexandra Goncharova (RUS)        | 20e                               |
| 116                               | Marketa Hajkova (CZE)             | 34e                               |

| Thailand Women's cycling team TWC | Thailand Women's cycling team TWC | Thailand Women's cycling team TWC |
| --------------------------------- | --------------------------------- | --------------------------------- |
| Num                               | Coureuse                          | Pos                               |
| 121                               | Chanpeng Nontasin (THA)           | 70e                               |
| 122                               | Jutatip Maneephan (THA)           | 2e                                |
| 123                               | Supaksorn Nuntana (THA)           | 48e                               |
| 124                               | Chaniporn Batriya (THA)           | 62e                               |
| 125                               | Phetdarin Somrat (THA)            | HD-1                              |
| 126                               | Sarocha Kamonkhon (THA)           | 53e                               |

| China Liv Pro Cycling GPC | China Liv Pro Cycling GPC | China Liv Pro Cycling GPC |
| ------------------------- | ------------------------- | ------------------------- |
| Num                       | Coureuse                  | Pos                       |
| 131                       | Zhao Xisha (CHN)          | 12e                       |
| 132                       | Wu Peixiao (CHN)          | 68e                       |
| 133                       | Li Jiaqi (CHN)            | 40e                       |
| 134                       | Siying Lu (CHN)           | 82e                       |
| 135                       | Pu Yixian (CHN)           | 33e                       |
| 136                       | Liang Hongyu (CHN)        | 83e                       |

| Lviv Cycling Team LCW | Lviv Cycling Team LCW    | Lviv Cycling Team LCW |
| --------------------- | ------------------------ | --------------------- |
| Num                   | Coureuse                 | Pos                   |
| 141                   | Oksana Kliachina (UKR)   | 79e                   |
| 142                   | Valeriya Kononenko (UKR) | 9e                    |
| 143                   | Olena Sharga (UKR)       | 46e                   |
| 144                   | Anna Nahirna (UKR)       | 47e                   |
| 145                   | Julia Biryukova (UKR)    | 49e                   |
| 146                   | Hanna Solovey (UKR)      | 27e                   |

| Team Illuminate ILU | Team Illuminate ILU      | Team Illuminate ILU |
| ------------------- | ------------------------ | ------------------- |
| Num                 | Coureuse                 | Pos                 |
| 151                 | Kulacha Chairin (THA)    | 60e                 |
| 152                 | Tatiana Dueñas (COL)     | 77e                 |
| 153                 | Daphnee Karagianis (USA) | 76e                 |
| 154                 | Jessenia Meneses (COL)   | 59e                 |
| 155                 | Alexandra Millard (USA)  | AB-2                |

| Chine CHN | Chine CHN  | Chine CHN |
| --------- | ---------- | --------- |
| Num       | Coureuse   | Pos       |
| 161       | Sun Jiajun | 21e       |
| 162       | Zixin Liu  | 39e       |
| 163       | Xiuyan Lu  | 45e       |
| 164       | Lu Mei     | 57e       |
| 166       | Yuan Sun   | 63e       |

| Hong Kong HKG | Hong Kong HKG  | Hong Kong HKG |
| ------------- | -------------- | ------------- |
| Num           | Coureuse       | Pos           |
| 171           | Yang Qianyu    | 67e           |
| 172           | Pang Yao       | 58e           |
| 173           | Wing Yee Leung | 44e           |
| 174           | Yin Yu Ma      | 90e           |
| 175           | Hoi Wah Leung  | AB-2          |
| 176           | Sze Wing Ng    | 84e           |